# 남성, 여성
남성, 여성(Masculin, Feminin)은 스웨덴에서 제작된 장 뤽 고다르 감독의 1966년 영화이다. 장 피에르 레오 등이 주연으로 출연하였고 아나톨 도먼 등이 제작에 참여하였다.

## 출연

### 주연
- 장 피에르 레오

### 조연
- 마를렌 조베르
- 캐서린-이사벨 듀포트